# 讷瓦布沙阿
26°15′N 68°25′E / 26.250°N 68.417°E
讷瓦布沙阿（乌尔都语：‎）是位于巴基斯坦信德省中部印度河畔的一座城市，距离卡拉奇约4小时车程。當地為沙漠氣候，夏季气温可以升至53 °C。境內有多功能体育场馆。